# Here I Go Again
"Here I Go Again" é o 1ª single gravado pelo Whitesnake. Originalmente lançada em seu álbum de 1982, Saints & Sinners, a canção foi regravada para o homônimo álbum de 1987 Whitesnake. Foi regravada ainda outra vez naquele ano em uma nova versão "rádio mix". A versão do álbum de 1987 atingiu o número um na Billboard Hot 100 em 10 de outubro do mesmo ano, e a 9ª posição no UK Singles Chart em 29 de novembro do mesmo 1987. A versão de 1987 também alcançou o 1º lugar no Canada Airplay BDS no dia 24 de outubro do próprio ano. Em 2006, a versão de 1987 do single foi nomeada a 17ª maior canção dos anos 1980 pela VH1.

## Background e escrita
A canção foi escrita pelo vocalista, David Coverdale, e pelo ex-guitarrista do Whitesnake, Bernie Marsden. As diferenças mais notáveis entre a versão original e a renovada são o estilo da música (blues-rock contra o hard rock) e uma ligeira alteração na letra. O refrão da música original apresenta a letra:
"An' here I go again on my own
Goin' down the only road I've ever known
Like a hobo I was born to walk alone"
Em uma entrevista, Coverdale alegou que ele mudou a letra, porque estava com medo que as pessoas pensassem que ele estava dizendo "homo" em vez de "vagabundo".

## Versões do single
Existem várias versões diferentes da canção, todas registradas oficialmente pelo Whitesnake. São elas:
- A versão original do álbum de 1982 Saints & Sinners com Bernie Marsden e Micky Moody na guitarra;[3]
- A versão regravada que aparece no álbum Whitesnake de 1987 com John Sykes na guitarra (solo de Adrian Vandenberg);
- A versão "rádio mix" de 1987 que foi lançada como um single nos EUA com Denny Carmassi na bateria e Dan Huff na guitarra. Esta versão também apareceu no álbum de 1994 Whitesnake's Greatest Hits;
- A versão acústica de 1997 gravada para o álbum Starkers in Tokyo com Adrian Vandenberg na guitarra.

## Créditos
Versão original de 1982 para o Saints & Sinners:
- David Coverdale – vocal
- Bernie Marsden – guitarra, vocal de apoio
- Micky Moody – guitarra
- Neil Murray – baixo
- Jon Lord – teclado
- Ian Paice – bateria

Versão de 1987 para o Whitesnake:
- David Coverdale – vocal
- John Sykes – guitarra, vocal de apoio
- Adrian Vandenberg – guitarra solo
- Neil Murray – baixo
- Don Airey – teclado
- Bill Cuomo – teclado
- Aynsley Dunbar – bateria

Versão "rádio mix" de 1987:
- David Coverdale – vocal
- Dann Huff – guitarra
- Neil Murray – baixo
- Don Airey – teclado
- Bill Cuomo – teclado
- Denny Carmassi – bateria

## Aparições em filmes
A canção apareceu em vários filmes incluindo:
- o filme de 1998 I Still Know What You Did Last Summer
- a comédia de 2003 Old School
- o filme de 2008 Adventureland
- os créditos do filme de 2009 Fired Up!
- o filme de 2009 Cloudy with a Chance of Meatballs
- o filme de 2010 Barry Munday
- o filme de 2010 The Fighter
- o filme de 2012 Hotel Transylvania.
- o filme de 2012 Rock of Ages